# Random Radar Records (A Random Sampler)
Random Radar Records (A Random Sampler) (1977) es un álbum de varios artistas lanzado por el sello Ramdon Radar Records, fundado por el grupo The Muffins. Nunca fue reeditado en CD.
Artistas incluidos:
- Lol Coxhill era un saxofonista e improvisador, colaboró con Kevin Ayers y Robert Wyatt entre otros músicos de Canterbury
- Steve Feigenbaum era un amigo de The Muffins desde sus comienzos. Abandonó su carrera musical para fundar Cuneiform Records en 1984. Este sello especializado en rock progresivo también ha lanzado discos de The Muffins desde el cierre de Random Radar
- Fred Frith produjo el álbum de The Muffins <185> (1980), y estos le devolvieron el favor apareciendo en Gravity el mismo año
- El resto de las bandas (Longproof, Catch A Buzz Studios, Mars Everywhere, Illegal Aliens) son poco conocidas, en algunos casos sus únicas grabaciones aparecen en este compilado

## Lista de canciones
1. Longproof - «Monster Comes to the City»
2. Lol Coxhill - «RR1 and RR2»
3. Steve Feigenbaum - «Borrowed Inspiration»
4. Catch a Buzz Studios - «Cream of Wheat»
5. Mars Everywhere - «Attack of the Giant Squid»
6. Steve Feigenbaum - «Enharmonic Toads»
7. Fred Frith - «Lively Hills»
8. Fred Frith - «Ragged Rags»
9. Fred Frith - «Sorrow Music»
10. Fred Frith - «Sell-Out Music»
11. Illegal Aliens - «A Mutant Underglass»
12. The Muffins - «Peacocks, Leopards and Glass»